# 弥赛亚大教堂
弥赛亚大教堂(Katedral Mesias) 是印尼雅加达的一座大型教堂，属于唐崇荣领导的印尼歸正福音教會(GRII)，2008年9月20日献堂。该教会成员主要是印尼华裔。
该教堂是归正千喜建筑群的一部分，该建筑群还包括音乐厅、美术馆、图书馆、和神学院。该教堂能够容纳8000人，包括两个厅，其中较大的弥赛亚厅能容纳4500人。